# Loksapina
Loksapina – organiczny związek chemiczny, pochodna dibenzoksazepiny, stosowana jako lek przeciwpsychotyczny. Tradycyjnie zaliczana jest do klasycznych neuroleptyków.

## Mechanizm działania
Loksapina jest antagonistą receptorów dopaminergicznych D4 i D2. Wykazuje też powinowactwo do szeregu innych receptorów, w tym postsynaptycznych receptorów 5-HT2A, receptorów adrenergicznych (α1, α2), histaminowych H1 i muskarynowych M1.

## Metabolizm
Loksapina metabolizowana jest głównie w wątrobie, przy udziale izoenzymów cytochromu P450: CYP3A4, CYP2D6, CYP1A2, CYP2C19 i CYP2C8, oraz monooksygenaz zawierających flawinę (FMO). Spośród metabolitów loksapiny dwa są czynne biologicznie: amoksapina i 7OH-loksapina.